# Françoisova grobnica
Françoisova grobnica je pomembna poslikana etruščanska grobnica iz nekropole Ponte Rotto v etruščanskem mestu Vulci v osrednji Italiji. Leta 1857 sta jo odkrila Alessandro François  in Adolphe Noël des Vergers. Izvira iz zadnje četrtine 4. stoletja pred našim štetjem. Zdi se, da grobnica pripada etruščanski družini Satij (ali Seties) in eden njenih glavnih prebivalcev je bil Vel Saties, ki je prikazan s svojim pritlikavcem Arnzom. 
Izjemne freske so pomembne tako ikonografsko kot tudi v smislu njihovih komentarjev za etruščansko zgodovino in identiteto.
Grobnica vsebuje fresko, ki prikazuje Caelius Vibenna (za katero Rimljani verjamejo, da je bil po njem imenovan hrib Caelian) in Mastarna (legendarna figura, ki jo je cesar Claudius identificiral s Serviusom Tulliusom). 
Freske je kmalu po odkritju odstranil princ Torlonia in so bile shranjene v muzeju Torlonia (Rim). Od leta 1946 so bile shranjene v zasebni Villa Albani v Rimu v okviru zbirke Torlonia.
Nekatere lončarske posode z groba so zdaj v Britanskem muzeju. 

## Caelius Vibenna
Caelius Vibenna, (etruščansko Caile Vipina), je bil plemenit Etruščan, ki je živel c.750 pr. n. št. in brat Aulus Vibene (Avile Vipina).
Po prihodu v Rim je Vibenna pomagal Romulu v njegovih vojnah proti  Titu Taciju. On in njegov brat Aulus sta zapisana tudi kot kralj Tarquinius Superbus, čeprav je Tarquinius Superbus živel pet generacij po Romulu. Tacit trdi, da je bil nekakšen hrib v Rimu, prej imenovan Querquetulanus (po drevesih, ki so pokrivali hrib), preimenovan v Caelian po Caelius Vibenni.
Arnth Caule Vipina, vpisan na žari v grobnici je bil najden na Deposito de 'Dei v Chiusiju. Verjetno je, da pepel pripadal drugemu Etruščanu istega imena.